# Iulie 2018
Acest articol este generat integral pe baza informațiilor din articolul 2018 și este actualizat periodic de un robot.
 Editările făcute în articol vor fi șterse la următoarea actualizare! Dacă doriți să faceți modificări, editați articolul-sursă.

ianuarie -
februarie -
martie -
aprilie -
mai -
iunie -
iulie -
august -
septembrie -
octombrie -
noiembrie -
decembrie
Iulie 2018 a fost a șaptea lună a anului și a început într-o zi de duminică.

## Evenimente

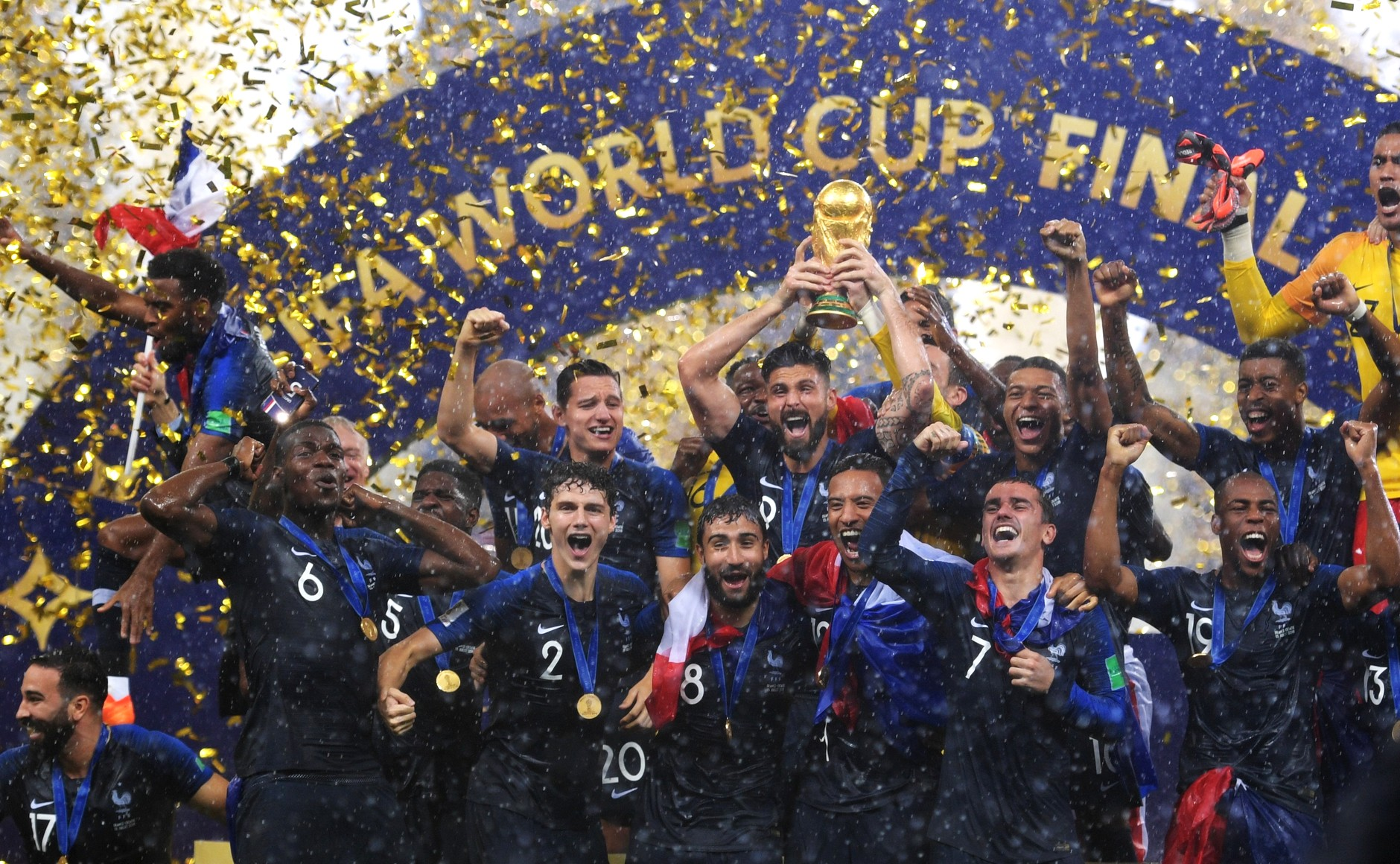
15 iulie: Franța câștigă cel de-al doilea său titlu mondial la fotbal.

- 1 iulie: În Franța, gangsterul Rédoine Faid, condamnat la 25 de ani de închisoare, pentru un jaf armat eșuat, în timpul căruia un polițist a fost ucis, a evadat din închisoare după ce trei complici înarmați au aterizat cu elicopterul în curtea penitenciarului. Este a doua evadare a lui Faid, în 2013 el a evadat după ce a luat ostatici patru gardieni, pe care i-a folosit drept scut uman.[1]
- 6 iulie: Președintele turc Recep Erdogan, a semnat un decret prin care vor fi demiși 18.632 de funcționari publici, din care aproximativ 9.000 ofițeri de poliție, 6.000 de militari și 199 de angajați universitari. Trei ziare (inclusiv ziarul pro-kurd Özgürlükcü Demokrasi), un post de televiziune și douăsprezece cluburi vor fi închise.[2]
- 7 iulie: La mitingul aviatic de la Baza 86 Aeriană Borcea, un pilot militar și-a pierdut viața după ce s-a prăbușit cu avionul de vânătoare MIG-21 Lancer.
- 8 iulie: La operațiunea de salvare din peștera Luang Tham din Thailanda, au fost salvați patru din cei 12 copii blocați. Un total de 50 de scafandri internaționali și 40 de scafandri thailandezi au participat la prima operațiune de salvare. Cu două zile mai devreme, un scafandru membru al Forțelor Speciale Thai Navy SEAL a murit din cauza lipsei de oxigen din peșteră.[3][4]
- 9 iulie: Președintele Klaus Iohannis a semnat decretul de revocare a Laurei Codruța Kövesi din funcția de procuror șef al DNA. Decretul vine ca urmare a deciziei Curții Constituționale din 30 mai prin care Curtea a stabilit că președintele a declanșat un conflict între puteri când a refuzat să o demită.[5]

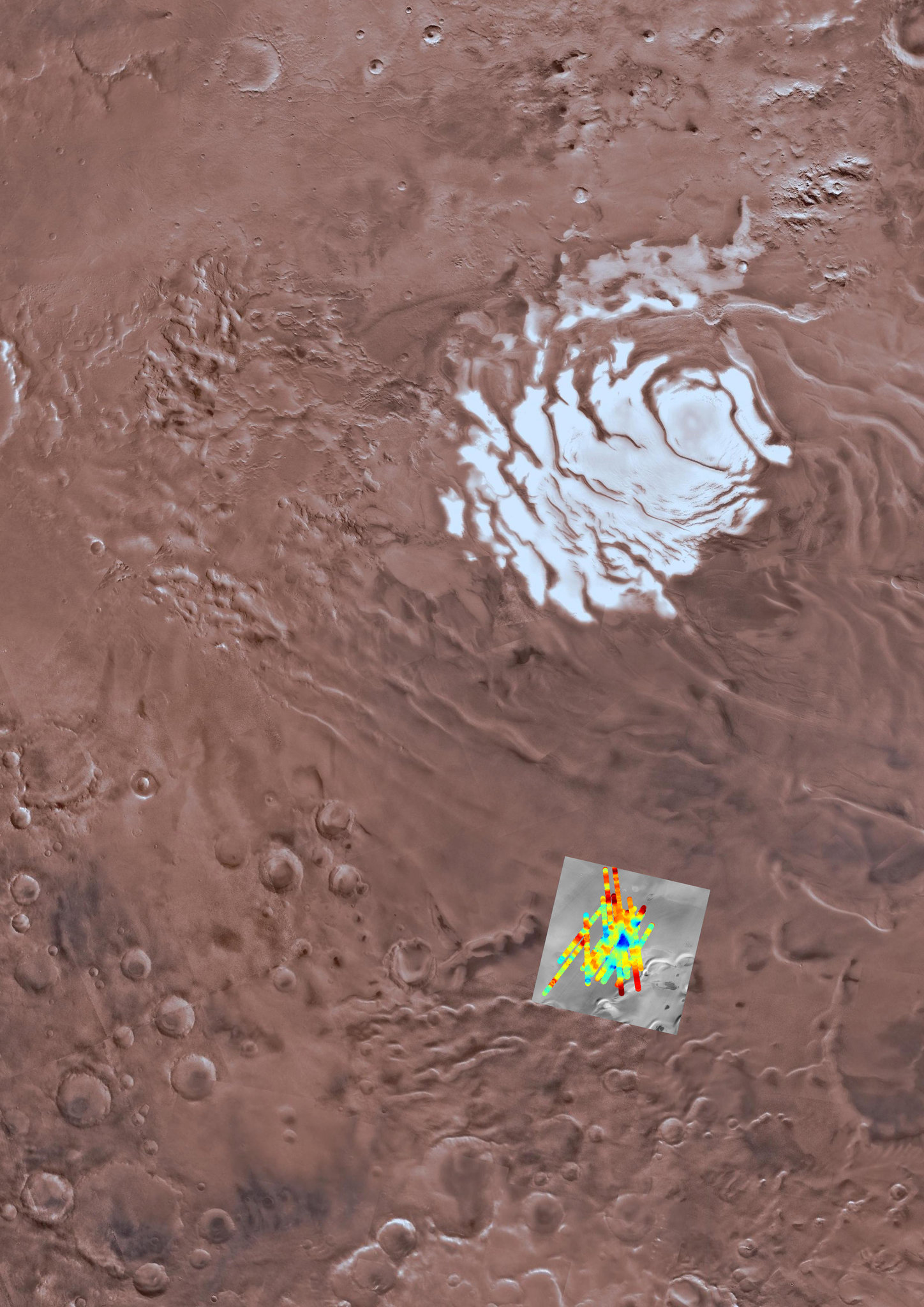
25 iulie: Descoperirea unui subglacial pe Marte.

- 9 iulieː În Japonia, ploile abundente aduse de un taifun au produs inundații, alunecări de teren, au distrus case, drumuri și linii de cale ferată, în special în regiunile Chugoku și Shikoku. 222 de persoane au murit și 30 sunt date dispărute.[6] Acesta este a doua cea mai mare catastrofă cauzată de inundații din Japonia, după inundația din 1982, când au murit 299 de persoane.[7]
- 13 iulieː Doisprezece ofițeri ai serviciilor de spionaj ruse sunt acuzați în Statele Unite pentru implicarea lor în timpul alegerilor prezidențiale din 2016.[8][9]
- 15 iulie: Selecționata Franței a câștigat al doilea său titlu mondial, după ce a învins echipa Croației cu scorul de 4-2 în finala Campionatului Mondial de Fotbal din Rusia.
- 22 iulie: Parlamentul cubanez a adoptat o nouă constituție în care proprietatea privată este permisă într-o măsură limitată, termenul comunism dispare din Constituție și căsătoria este stabilită ca o uniune a două persoane. În noiembrie, noua constituție va fi votată prin referendum în Cuba.
- 23 iulie: Au loc cele mai grave incendii din Grecia din secolul secolul XXI. Autoritățile au decretat 3 zile de doliu național. Au fost confirmat 88 de victime.
- 25 iulie: Cercetătorii au anunțat descoperirea, cu ajutorul unui instrument de tip radar aflat pe o sondă spațială de pe orbita lui Marte, a unei lac subglacial aflat la 1,5 km sub calota de gheață de la Polul Sud a planetei. Rezerva de apă are un diametru de 20 km și reprezintă primul depozit de apă lichidă descoperit pe Marte.[10][11][12][13]
- 27 iulie: Cea mai lungă eclipsă totală de Lună din secolul XXI găsește Luna la apogeu în cel mai îndepărtat punct al orbitei sale în jurul Pământului. În același timp, Marte se găsește în cel mai apropiat punct de Pământ al orbitei sale în jurul Soarelui în ultimii 15 ani, la doar 57,6 milioane de kilometri distanță de Pământ. Următoarea dată când Marte se va afla atât de aproape de Pământ va fi în anul 2035.[14]

## Decese
- 4 iulie: Dumitru Vatamaniuc, 97 ani, critic și istoric literar român, membru de onoare al Academiei Române (n. 1920)
- 4 iulie: Dumitru Vatamaniuc, jurnalist român (n. 1920)
- 5 iulie: Claude Lanzmann, 92 ani, regizor și documentarist francez (n. 1925)
- 5 iulie: Jean-Louis Tauran, 75 ani, cardinal francez (n. 1943)
- 6 iulie: Marina Procopie, 59 ani, actriță română (n. 1959)
- 8 iulie: Carlo Vanzina, 67 ani, regizor de film, producător și scenarist italian (n. 1951)
- 10 iulie: Karl Schmidt, 86 ani, fotbalist german (n. 1932)
- 10 iulie: Karl Schmidt, fotbalist german (n. 1932)
- 13 iulie: Ciprian Chirvasiu, 54 ani, poet și jurnalist român (n. 1964)
- 13 iulie: Stan Dragoti, 85 ani, regizor american de etnie albaneză (n. 1932)
- 13 iulie: Corneliu Gârbea, 89 ani, actor român (n. 1928)
- 13 iulie: Hans Kronberger, 74 ani, om politic austriac, membru al Parlamentului European (1999–2004), (n. 1943)
- 13 iulie: Thorvald Stoltenberg, 87 ani diplomat norvegian (n. 1931)
- 15 iulie: Dumitru Drăgan, 78 ani, actor român (n. 1939)
- 18 iulie: Burton Richter, 87 ani, fizician american, laureat al Premiului Nobel (1976), (n. 1931)
- 19 iulie: Shinobu Hashimoto, 100 ani, scenarist japonez (n. 1918)
- 19 iulie: Romulus Maier, 58 ani, editor, jurnalist și om de afaceri român (n. 1960)
- 21 iulie: Harold Covington, 64 ani, activist și scriitor neonazist (n. 1953)
- 21 iulie: Ilie Micolov, 68 ani, cântăreț român (n. 1950)
- 27 iulie: George Cunningham, 87 ani, om politic britanic, membru al Parlamentului European (1973–1979), (n. 1931)
- 27 iulie: Paul Philippi, 94 ani, teolog român (n. 1923)
- 27 iulie: Julieta Strâmbeanu, 81 ani, poetă și actriță română de film și teatru (n. 1937)
- 27 iulie: Vladimir Voinovici, 85 ani, scriitor și disident sovietic (n. 1932)
- 29 iulie: Oliver Dragojević, 70 ani, muzician croat (n. 1947)
- 29 iulie: Tomasz Stańko, 76 ani, trompetist și compozitor polonez (n. 1942)